# Wina polskie

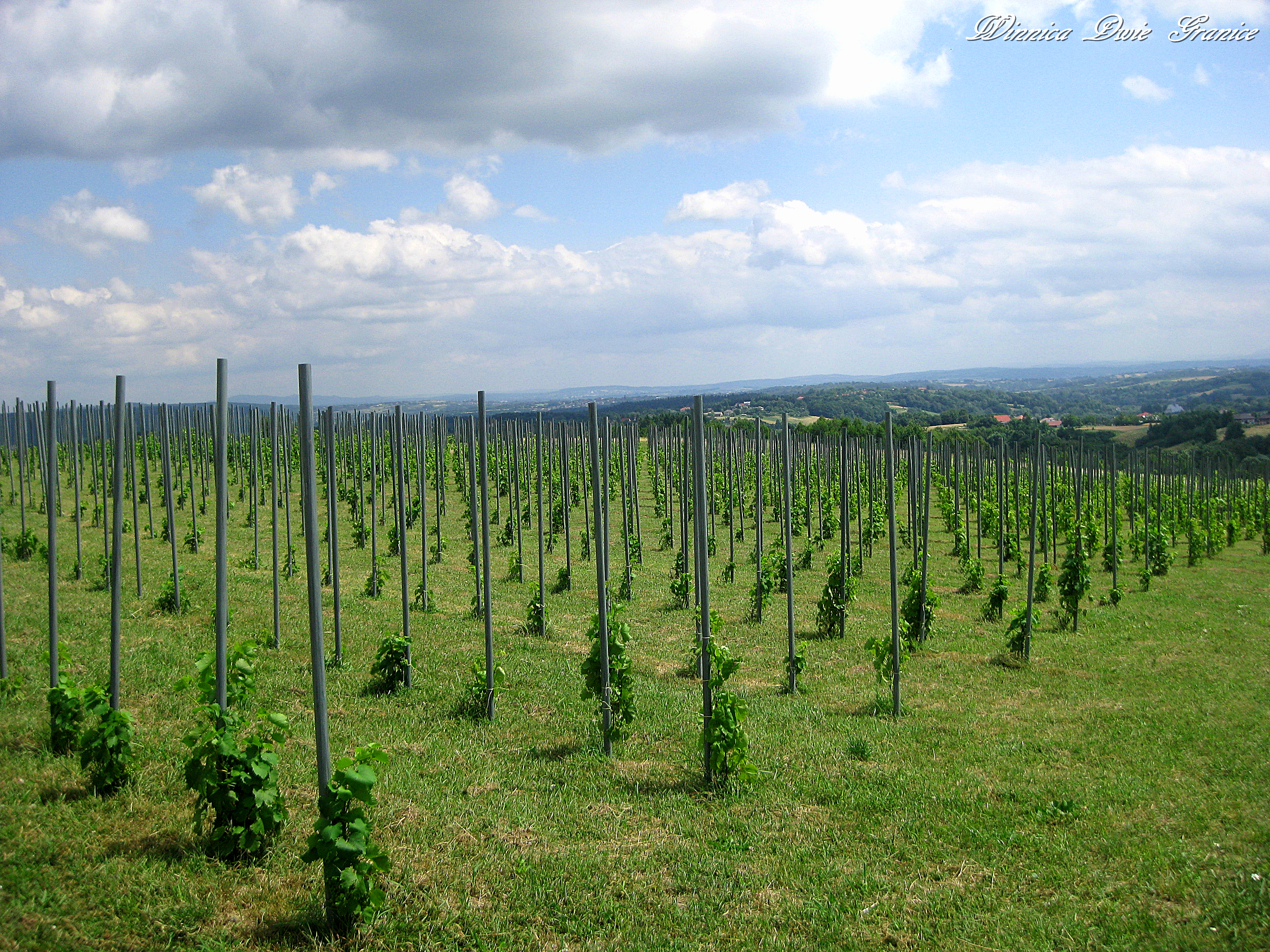
Winnica na skraju Pogórza Ciężkowickiego w Bączalu Górnym.

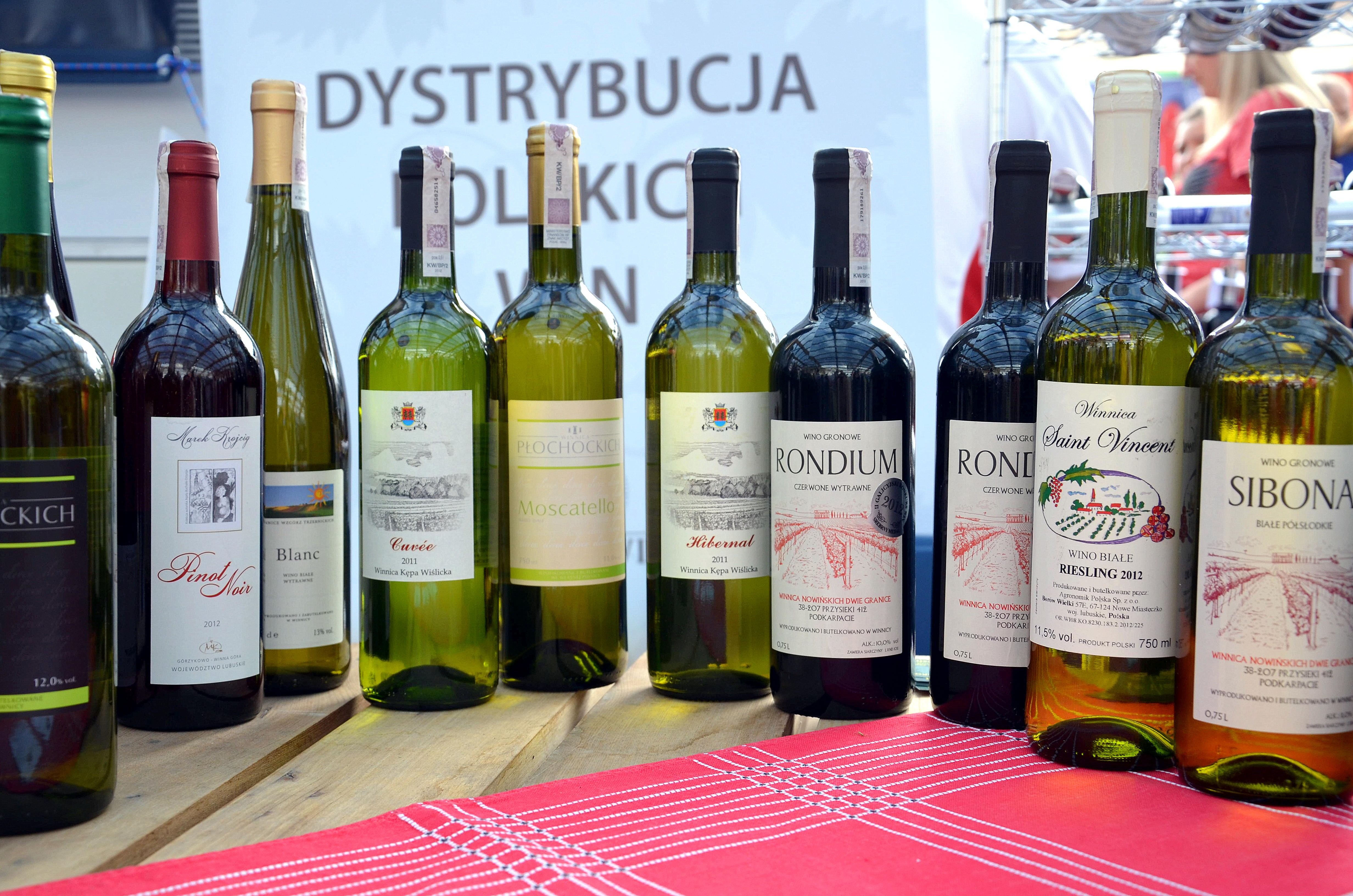
Asortyment win produkowanych w Polsce na Śląsku i w woj. podkapackim (2013)

Wina polskie – wina produkowane w Polsce.

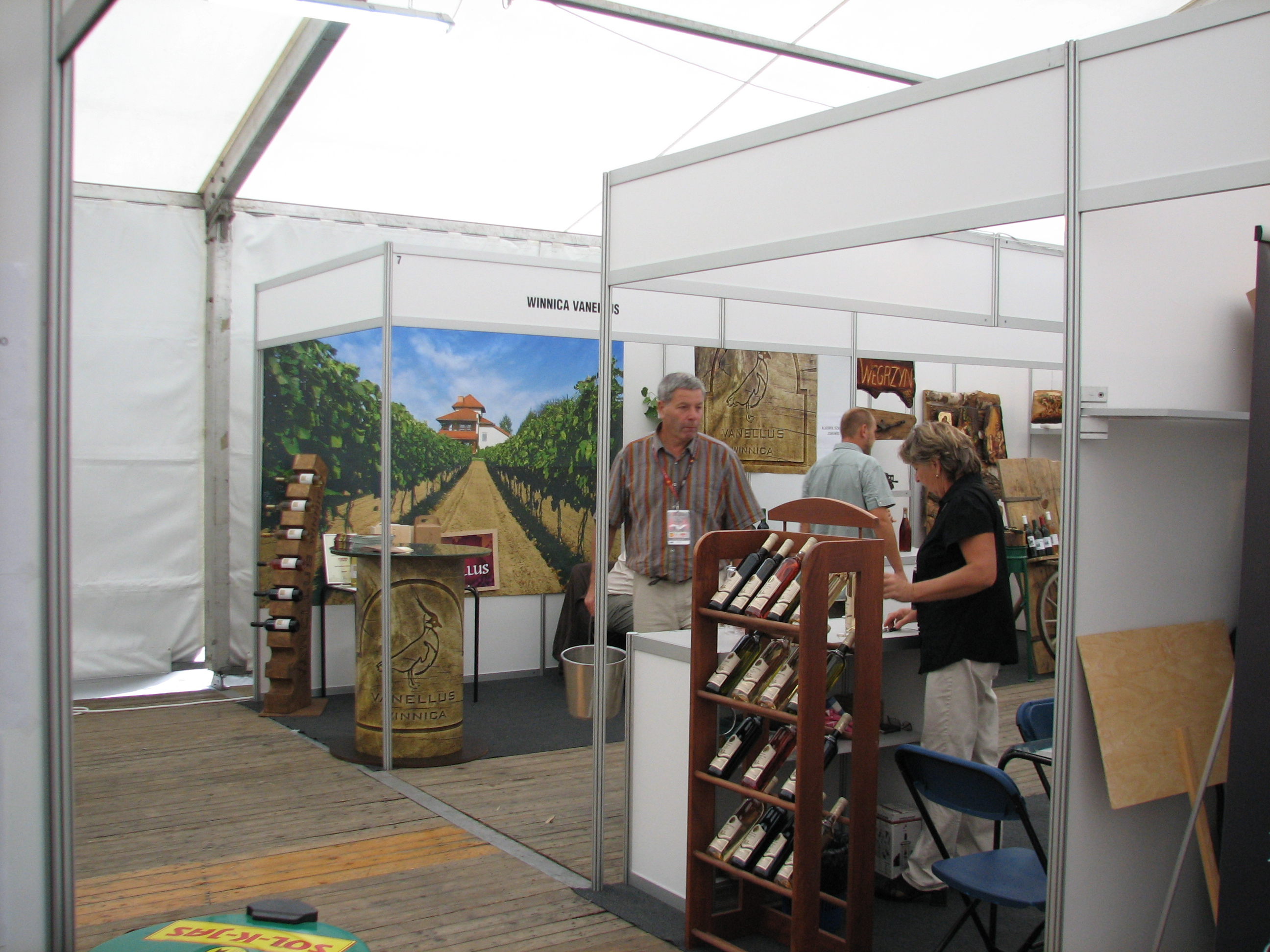
Stoiska winnic z polskimi winami na V Dniach Wina w Jaśle (sierpień 2010)

## Historia
Według wykopalisk archeologicznych, już na przełomie IX i X wieku winorośl uprawiano na terenach Małopolski, z tego bowiem czasu pochodzą pozostałości winnicy odkryte na zboczach Wawelu. Według Władysława Korcza najstarszym dokumentem potwierdzającym uprawę winorośli w Polsce jest bulla gnieźnieńska papieża Innocentego II z 1136 roku o uposażeniu arcybiskupstwa gnieźnieńskiego, w której mowa jest o winnicach w okolicy grodu płockiego i włocławskiego. Mnisi benedyktyńscy i cysterscy w przyklasztornych gospodarstwach sadzili winorośl i produkowali wino, przede wszystkim na potrzeby liturgiczne. Do Małopolski winorośl dotarła z południa Europy, przypuszczalnie z Państwa Wielkomorawskiego.
W XIV wieku uprawą winorośli i produkcją wina zajęli się również mieszczanie. O tradycji upraw świadczy nazewnictwo geograficzne: kilka miejscowości o nazwie Winna Góra, Winogrady, Winiary, Winnica, Winiary itd. Popularność wina dorównywała popularności piwa i miodu pitnego. Winnice znajdowały się przede wszystkim na Śląsku, w Zielonej Górze, Poznaniu, terenach nadwiślańskich (Toruń, Płock, Sandomierz), w Lublinie i Krakowie, w okolicach Przemyśla i Krosna.
Od XVI wieku winiarstwo w Polsce podupadało, a głównym powodem była coraz większa dostępność win z krajów, gdzie warunki klimatyczne bardziej sprzyjały uprawie. Rozwinął się handel winem importowanym, przede wszystkim z obszaru Królestwa Węgier – tzw. węgrzynem. Często sprowadzane wino starzono przed sprzedażą jeszcze w polskich piwnicach. Inne kraje, z których przywożono wino to Francja, Włochy i Niemcy.
Siedemnastowieczne wojny przetrzebiły polskie winnice. Na terytorium Polski najdłużej, bo do XX wieku uprawiano winorośl w okolicach Zielonej Góry, leżącej wówczas w Niemczech. W okresie międzywojennym w okolicach Zielonej Góry istniało ok. 300 hektarów winnic.

## Renesans winiarstwa
Po wieloletniej przerwie nastąpiło odrodzenie polskiego winiarstwa oraz turystyki winiarskiej (enoturystyki). W przeciwieństwie jednak do historii, to nie w pobliżu Zielonej Góry, lecz w województwie podkarpackim pojawiły się pierwsze profesjonalne winnice – w roku 1984 Roman Myśliwiec założył winnicę Golesz. W 2011 było w Polsce już około 500 winnic, z reguły niewielkich, gdyż łączna szacowana powierzchnia winnic w Polsce wynosiła wtedy ok. 500 ha (wg Polskiego Instytutu Winorośli i Wina). Największy areał mają Winnice Jaworek.
W 2004 roku, produkcja wina wyniosła 199 637 hl. Uprawia się klasyczne odmiany winorośli właściwej, np. riesling, chardonnay, gewürztraminer, pinot gris, sylvaner, jak również mieszańce z przewagą winorośli właściwej, np. seyval blanc, bianca, muscat odessa, regent i rondo .